# 奇尔顿县
奇尔顿县（英語：Chilton County）是位于美国亚拉巴马州中部的一个县，县治克兰顿。根据美国人口调查局2000年统计，共有人口39,593，其中白人占86.71%、非裔美国人占10.61%。